# Денисовка (Белогорский район)
Денисовка (укр. Денисівка) — село в Белогорском районе Хмельницкой области Украины. Центр Денисовского сельского совета, в состав которого входят также сёла Даниловка и Калиновка. Расположено на реке Семеивке, в 15 км от районного центра и в 14 км от железнодорожной станции Суховоля на линии Шепетовка-Тернополь. 
Население по переписи 2001 года составляло 447 человек. Почтовый индекс — 30242. Телефонный код — 3841. Занимает площадь 0,104 км². Код КОАТУУ — 6820382001.

## Местный совет
30242, Хмельницкая обл., Белогорский р-н, с. Денисовка, ул. Независимости, 6